# Martin Hjort
Martin Hjort (født 28. august 1974 i Esbjerg) er journalist, kommunikationsrådgiver, forfatter, blogger, komiker/skuespiller og radiovært.
Martin Hjort udgav i november 2016 bogen "Inger - Der hvor hun kommer fra", en biografi om daværende integrationsminister Inger Støjberg. Bogen, som han har skrevet sammen med journalist Andreas Karker, modtog bl.a. fire stjerner i Jyllands Posten og Berlingske.
I 2013 skrev Martin Hjort e-bogen "Aldrig mere auto", en fotobog for fotografen Michael Bang. Han bidrog også til antologien “89′erne. Politiske visioner fra en borgerlig revolution“, der udkom på Cepos Forlag i 2010.
I 2012 kunne man følge Martin Hjort i TV3-programmet "Ekstrem Fed - Et år til at redde livet". Her kunne man følge Martin Hjorts kamp mod vægten. Han vejede da programmet startede 204,1 kg. På det år programmet varede lykkedes det ham at tabe 96,8 kg. så slutvægten lød på 107,3 kg.
Martin Hjort spillede i 2011 med i comedyserien "Danish Dynamite" på TV2 Zulu. Han spillede fotografen Raul, der sammen med den kække og (lidt for) smarte journalist Kent Sommer (spillet af komikeren Jonas Schmidt), jagtede kendte og kongelige i sommerlandet.
Fra juli til august 2007 var han vært på "Sommerhyrderne" på Radio 100 sammen med Mads Vangsø og Bo Bomuld. Fra oktober 2007 til maj 2008 var han vært på Radio 100's helt nye morgenshow Farvel seng - jeg elsker dig sammen med Mads Vangsø og Eddie Michel – og senere Katja Bostrup og Lars Johansson. Som en del af morgenprogrammet udgav han i 2007 fløjtesangen "Humpti Dumpti". 28. december 2007 toppede nummeret som nummer 6 på Tracklisten, Danmarks officielle hitliste over de 40 mest downloadede sange.
Farvel seng - jeg elsker dig blev i 2008 nomineret til en Zulu Awards, men måtte se sig slået af P3's De Sorte Spejdere. Martin Hjort sagde op og forlod programmet og Radio 100 i 2008.
Som journalist har Martin Hjort bl.a. arbejdet på Ekstra Bladet, BT og i Venstres Center for Kommunikations og Politik (partiets pressetjeneste) på Christiansborg, som kommunikationskonsulent og presserådgiver i Bruxelles hos Gruppen af Europæiske Konservative og Reformister (ECR) i Europa Parlamentet, som politisk rådgiver og presse- og kommunikationsrådgiver hos Simon Emil Ammitzbøll-Bille og Partiet Fremad i Folketinget  og som presse- og kommunikationskonsulent hos FN-forbundet.